# Silver’s Blue
Silver’s Blue – album studyjny amerykańskiego pianisty jazzowego Horace’a Silvera, wydany z numerem katalogowym LN 3326 w 1956 roku przez Epic Records.
Jest to pierwsza płyta Silvera nagrana po rozstaniu się z zespołem „Jazz Messengers”.

## Powstanie
Materiał na płytę został zarejestrowany 2 (utwory A–2,  A–3 i B–1), 17 (utwory A–1 i A–4) i 18  (utwory  B–2 i B–3) lipca 1956 w Nowym Jorku. Produkcją albumu zajął się Cal Lampley.

## Lista utworów
Opracowano na podstawie materiału źródłowego:
Wydanie LP
Strona A
| Nr | Tytuł utworu                       | Muzyka                        | Długość |
| -- | ---------------------------------- | ----------------------------- | ------- |
| 1. | „Silver’s Blue”                    | Horace Silver                 | 7:45    |
| 2. | „To Beat or Not to Beat”           | Horace Silver                 | 4:03    |
| 3. | „How Long Has This Been Going On?” | George Gershwin, Ira Gershwin | 4:18    |
| 4. | „I'll Know”                        | Frank Loesser                 | 7:25    |
|    |                                    |                               | 23:31   |

Strona B
| Nr | Tytuł utworu                   | Muzyka                       | Długość |
| -- | ------------------------------ | ---------------------------- | ------- |
| 1. | „Shoutin’ Out”                 | Horace Silver                | 6:34    |
| 2. | „Hank’s Tune”                  | Hank Mobley                  | 5:26    |
| 3. | „The Night Has a Tousand Eyes” | Buddy Bernier, Jerry Brainin | 11:28   |
|    |                                |                              | 23:28   |

## Twórcy
Opracowano na podstawie materiału źródłowego.
Muzycy:
- Horace Silver – fortepian
- Donald Byrd – trąbka (utw.  A–1,  A–4, B–2 i B–3)
- Joe Gordon – trąbka (utw.   A–2,  A–3 i B–1)
- Hank Mobley – saksofon tenorowy
- Doug Watkins – kontrabas
- Kenny Clarke – perkusja (utw.   A–2,  A–3 i B–1)
- Art Taylor – perkusja (utw.   A–1,  A–4, B–2 i B–3)

Produkcja:
- Cal Lampley – produkcja muzyczna
- Leonard Feather – liner notes